# Росен Кавръков
Росен Янакиев Кавръков е български художник, живописец.

## Биография
Роден е на 12 октомври 1975 година в Казанлък. Той е син и ученик на художника Янаки Кавръков. Росен Кавръков е председател на Съюз на българските художници – Стара Загора. Прави серия самостоятелни изложби, като шестата си самостоятелна изложба открива през 2012 година в Стара Загора.